# Moonsorrow
Moonsorrow er et folk/pagan metal band dannet i Helsinki, Finland i 1995. Deres sangtekster er skrevet på finsk og baseret på skandinaviske vikingetraditioner og poesi.

## Biografi
Gruppens tidligste line-up bestod af fætrene Ville Sorvali (vokal og bas) og Henri Sorvali (guitar og keyboard). Mellem 1996 og 1998 indspillede bandet fire demoer: Metsä (Skov) i 1997 og Tämä Ikuinen Talvi (Denne Evige Vinter) i 1998. De to andre forsvandt uheldigvis og blev aldrig udgivet. Demoerne hjalp Moonsorrow med at få en lille fanskare og Tämä ikuinen talvi sørgede for at bandet fik en kontrakt med Plasmatica Records. På dette tidspunkt havde bandet brugt en trommemaskine til indspilningerne af deres demoer og mente at efter de havde skrevet kontrakt med et pladeselskab måtte de have en rigtig trommespiller hvilket førte til at Marko Tarvonen blev rekrutteret.
I februar 2000 indspillede Moonsorrow deres debutalbum Suden Uni (Ulvens Drøm) i Tico Tico-studierne. Albummet blev udgivet i juni 2001 sammen med genudgivelsen af Tämä Ikuinen Talvi.
Moonsorrow begyndte forsigtigt med liveshows i 2000 og inviterede Mitja Harvilahti (guitar) og Markus Eurén (keyboard) som periodemedlemmer. Der gik dog ikke længe inden de fandt ud af at bandet ville være komplet som et fem-mandsband og de to blev derved permanente medlemmer.
Kort tid efter udgivelsen af Suden uni skrev Moonsorrow kontrakt med pladeselskabet Spikefarm Records og gik i studiet for at indspille deres andet album Voimasta Ja Kunniasta (Af Styrke og Ære). Albummet blev udgivet i 2001 samme år som deres debut. Voimasta Ja Kunniasta  fik en lille smule succes og det følgende album i 2003 Kivenkantaja nåede den finske hitliste på en plads 16.
I 2003 genudgav de også deres debutalbum Suden Uni med et ekstra nummer, et andet albumcover og en 40 minutter lang DVD. Derefter holdt Moonsorrow en kort pause som blev afbrudt i 2004 af deres første udenlandske shows. Derefter gik bandet atter i studiet op indspillede deres fjerde album Verisäkeet (Blodversene) som også nåede den finske hitliste denne gang som nummer 18. Efter albumsudgivelsen optrådte bandet for første gang i USA ved Heathen Crusade metalfest i Columbia Heights, Minnesota. Derefter tog de på deres første hele Europaturné med det irske band Primordial. 
Efter at have fornyet deres kontrakt med Spikefarm Records gik Moonsorrow i studiet for at indspille endnu et album. Den 19. juni blev det oplyst at Thomas Väänänen fra Thyrfing ville optræde som gæstevokalist på det kommende album. Den 10. januar 2007 udkom albummet som blev navngivet Viides luku - Hävitetty efterfulgt af en turné i Finland og Europa. Albummet indeholder kun to numre som hver varer 30 minutter.

## Lakupaavi
Lakupaavi er et grindcore sideprojekt som bandmedlemmerne fra Moonsorrow stiftede. Projektet startede for sjov da bandet var ved at indspille deres album Verisäkeet i 2006. De sagde i et interview at albummet ville få navnet Raah Raah Blääh og ville stilistisk være mere anderledes end deres forrige udgivelser. Denne udtalelse var kun for sjov men senere skiftede de mening og valgte at indspille en af sangene ved navn "Kuolema Taidehomoille... Ja Muille." Det sluttede ikke der og bandet endte med at have indspillet hele det "opdigtede" album Raah Raah Blääh og udgav det på internettet under det nye navn Lakupaavi.

## Medlemmer
- Henri Sorvali – Guitar, keyboard, bagvokal
- Ville Sorvali – Basguitar, Vokal
- Mitja Harvilahti – Guitar
- Markus Eurén – keyboard (kun live)
- Marko Tarvonen Trommer, korsang

## Diskografi

### Albums
- Suden Uni – 2001
- Voimasta Ja Kunniasta – 2001
- Kivenkantaja – 2003
- Suden Uni – 2003 (Genudgivelse af albummet fra 2001 med bonusnumre og en DVD)
- Verisäkeet – 2005
- Viides Luku - Hävitetty – 2007
- Varjoina kuljemme kuolleiden maassa - 2011
- Jumalten aika - 2016

### Demoer
- Metsä – 1997
- Tämä Ikuinen Talvi – 1999 (Også udgivet som en CD i 2001)

### Andre
- Thorns of Ice – 1996 (aldrig udgivet demo)
- Promo – 1997 (aldrig udgivet demo)